# Bernard Weinstein
Bernard Weinstein (Nantes, 4 maart 1952 - Sars-la-Buissière, 25 november 1995) was een Franse elektricien en crimineel die vooral bekend werd door zijn betrokkenheid in de zaak-Dutroux.

## De ontvoeringen
Op 24 juni 1995 ontvoerde Weinstein, samen met Marc Dutroux, Julie Lejeune en Melissa Russo in Grâce-Hollogne. De meisjes bleken te jong voor Dutroux en hij besliste hen op te sluiten in zijn huis in Marcinelle. Dutroux en Weinstein wilden de meisjes zien opgroeien, zodat Dutroux later met Melissa en Weinstein met Julie een relatie zou kunnen beginnen. De meisjes verbleven eerst in de kamer van een van de zonen van Dutroux, zodra de bergkelder klaar is sloot hij hen daar op.
Na de ontvoering van An Marchal en Eefje Lambrecks in augustus 1995 werd het voor Dutroux te druk in het huis in Marcinelle. An en Eefje werden opgesloten in de kamer van een van de zonen van Dutroux, terwijl Julie en Melissa in de kelder opgesloten waren. Dutroux besloot An en Eefje te vermoorden, zodat hij meer ruimte had voor Julie en Melissa. Volgens Michelle Martin zou Dutroux An en Eefje in september 1995 verdoofd hebben en ze nadien, samen met Bernard Weinstein, levend begraven hebben onder de schuur aan de woning van Bernard Weinstein in Jumet.

## Mislukte diefstal en de moord op Weinstein
Kort nadien, in oktober 1995, liep een diefstal van een vrachtwagen door Weinstein en een kompaan, Pierre Rochow, uit de hand. Samen met Dutroux wilden ze de vrachtwagen verder verkopen, maar deze bleek uit de hangar van Dutroux te zijn gestolen. Weinstein en Dutroux verdachten Rochow en besloten hem een lesje te leren. Hierbij verdoofden ze Rochow, diens vriend en zijn vriendin. Ze beroofden de vriendin van Rochow, die echter kon ontsnappen en de politie waarschuwde. Weinstein en Dutroux moesten op 5 november 1995 tijdelijk onderduiken.
Het plan was om Weinstein te laten vertrekken naar het buitenland, met valse papieren die geleverd zouden worden via Cadreco vzw. Via die vzw zette Annie Boutty, op dat moment de echtgenote van Michel Nihoul, een netwerk op in het verhandelen van verblijfsdocumenten. Het was Dutroux die Nihoul om hulp vroeg, maar Annie Boutty zou dit weigeren. Kort daarna vermoordde Dutroux Weinstein, deels uit angst om verraden te worden wanneer Weinstein opgepakt zou worden en deels om hem vooraf te bestelen. Michelle Martin verklaarde dat Dutroux 500.000 Belgische frank had gestolen die Weinstein van zijn moeder had gekregen. Op 25 november verdoofde Dutroux Weinstein met barbituraten en begroef hem vervolgens levend in de tuin van het huis in Sars-la-Buissière.

## Nasleep
Nadien, op 6 december 1995, werd Dutroux opgepakt voor de gijzeling van Rochow en diens vriend en vriendin. Hij zat drie en een halve maand in voorarrest, tot 20 maart 1996. Bij zijn thuiskomst vond Dutroux de sterk verzwakte Julie en Melissa, die kort daarna zouden overlijden. Dutroux begroef de beide meisjes in de tuin van het huis in Sars-la-Buissière, vlakbij Bernard Weinstein.